# 中部国际机场站
中部國際機場站（日语：／ Chūbu Kokusai Kūkō eki */?）是一個位於日本愛知縣常滑市中部國際機場，屬於名古屋鐵道機場線的鐵路車站。車站編號是TA24。機場線軌道由中部国际机场联络铁道作为第三种铁道事业者所有，列车则由名古屋铁道作为第二种铁道事业者运营。该站站牌同时标记有（中部国际机场的爱称）。
车站的英文站名是Central Japan International Airport Station，而中部国际机场的英文名称是"Chubu Centrair International Airport"。

## 车站结构
该站是拥有2台3线港湾式站台的高架车站。所有站台可以停靠8节编组的列车。车站预留2台4线的条件。开业初期车站两侧未铺设轨道，只有2个站台正常使用。然而为增强运输能力，自2006年4月29日调图起，1号站台（现2号站台）东侧新建1号站台启用。该站台安装有屏蔽门。预留4号站台的位置至今未铺设轨道，目前也没有新设的计划。
由于该站是位于海上的车站，为应对冬季从铃鹿山脉来的的强下降风（鈴鹿おろし）并提高空调和暖气效率，所有站台都设置了玻璃墙（近似于站台屏蔽门，但2、3号站台玻璃墙的门可以随时通过）。此外，该站与机场的出发和到达口无缝链接，从站台即可使用行李推车一直到值机柜台，是符合通用设计的车站。
| 月台 | 路線   | 列车级别                         | 目的地             |
| ---- | ------ | -------------------------------- | ------------------ |
| 1    | 机场线 | ■ μ-Sky                          | 往金山、名鐵名古屋 |
| 2、3 | 机场线 | 特急、快速急行、急行、准急、普通 | 往金山、名鐵名古屋 |

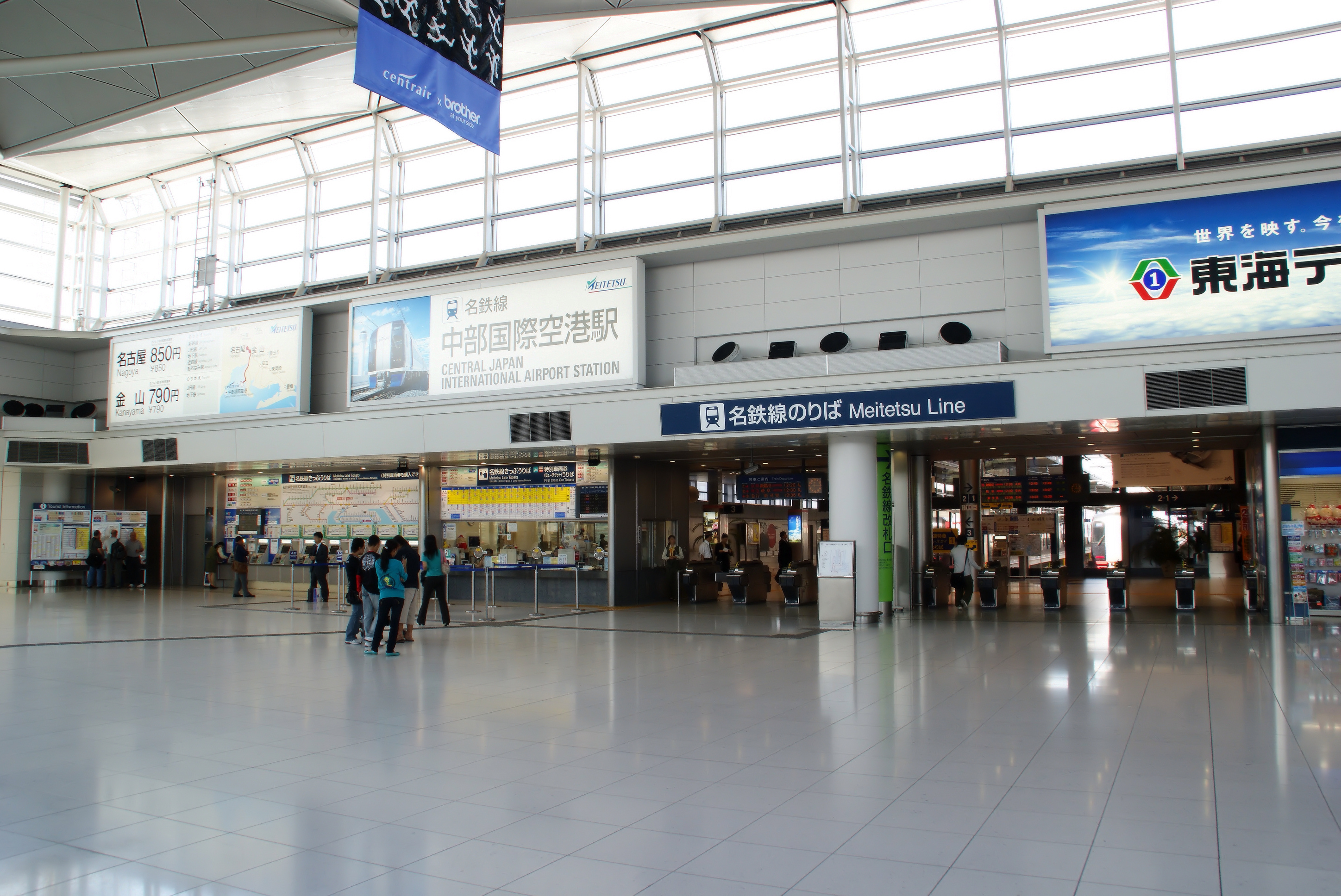
检票口
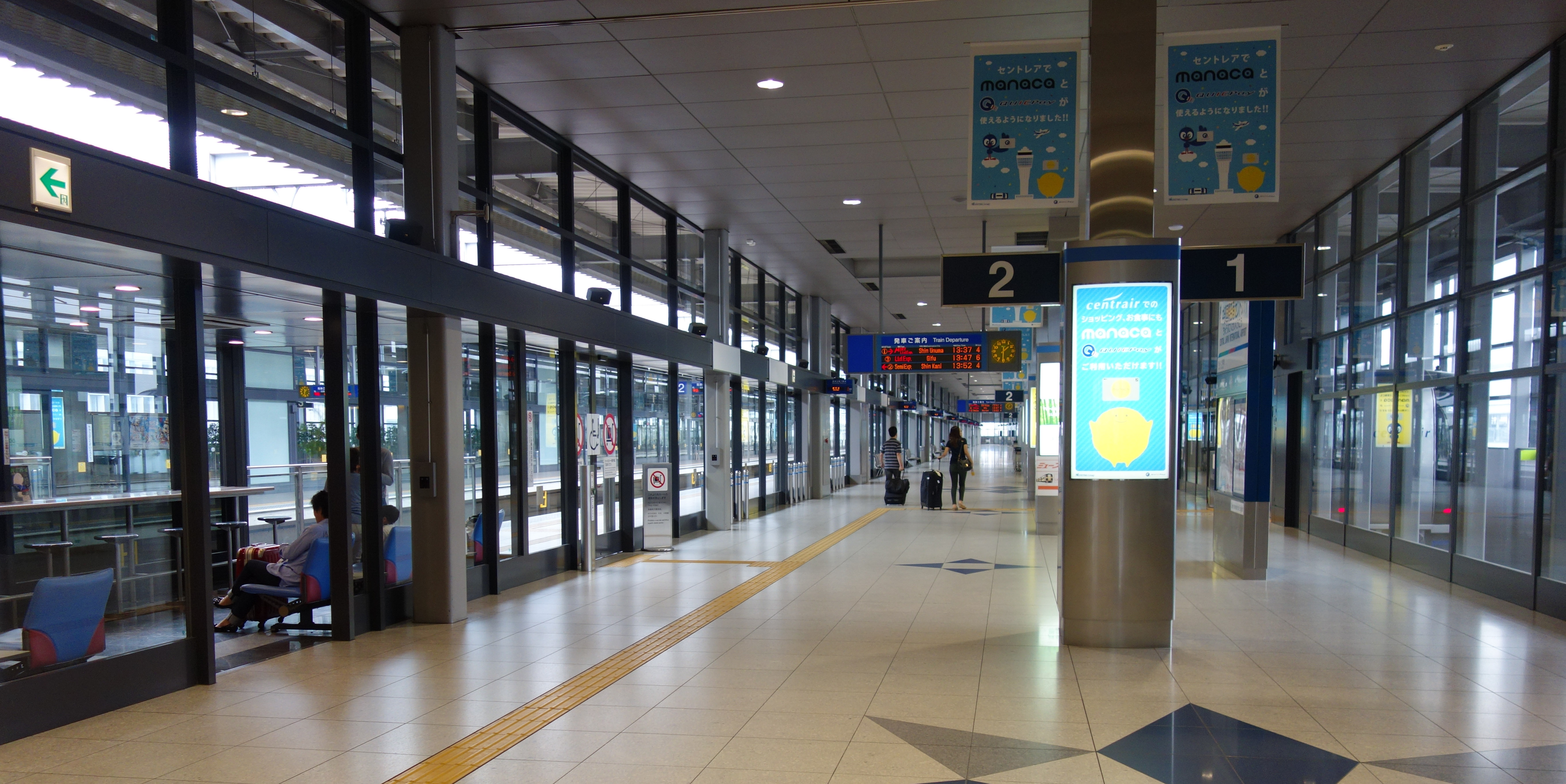
1、2号站台
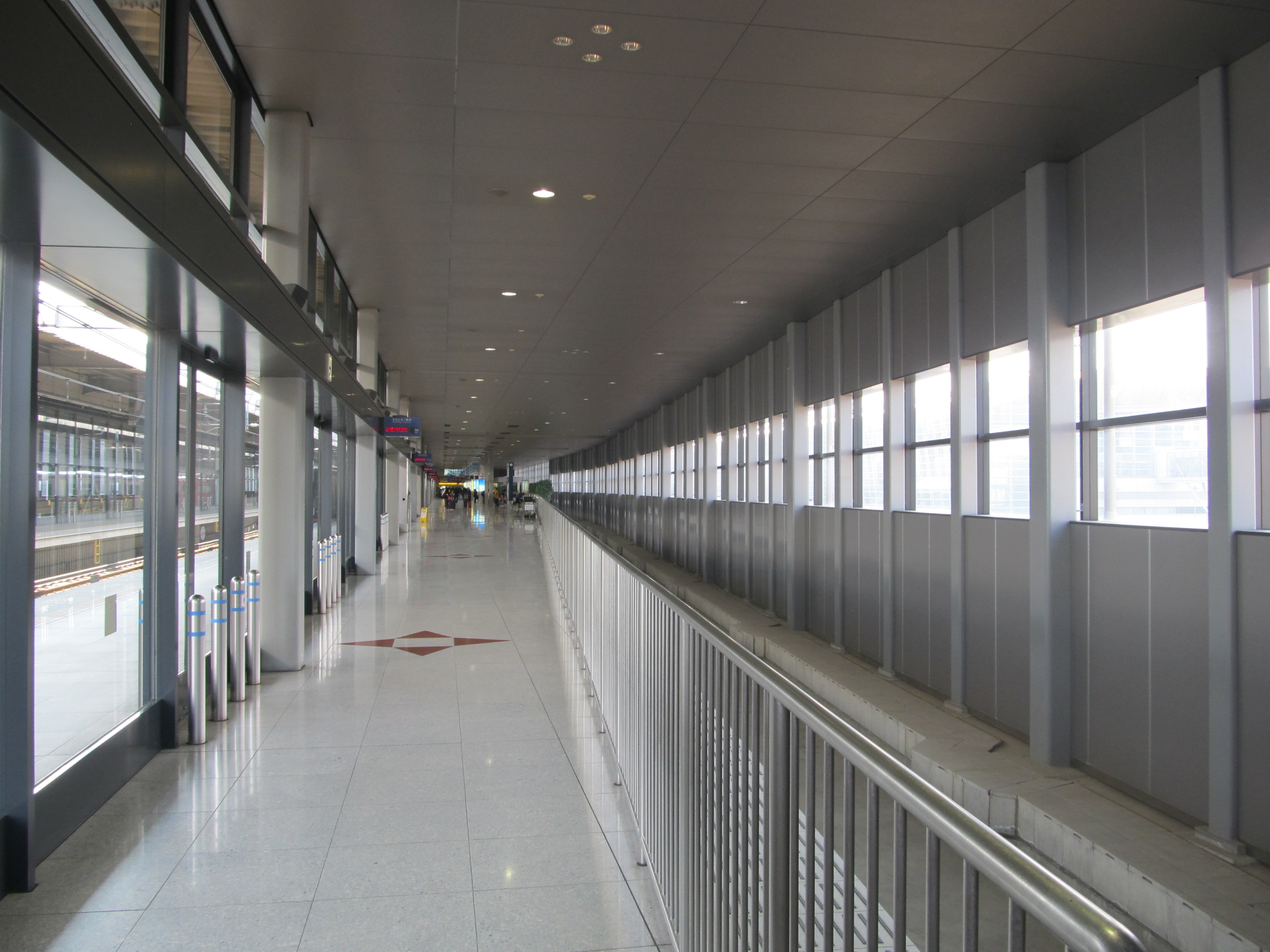
3号站台和预留4号站台

### 配線圖
| ← 臨空常滑站    | 中部國際機場站 構內配線略圖 |  |
| 图例 参考文献： |                             |  |

## 使用情況
| 年度               | 1日平均上下車人次 | 1日平均上下車人次 | 1日平均上下車人次 |
| 年度               | 定期              | 定期外            | 合計              |
| ------------------ | ----------------- | ----------------- | ----------------- |
| 2004年（平成16年） | 5,628             | 23,744            | 29,372            |
| 2005年（平成17年） | 8,190             | 19,323            | 27,513            |
| 2006年（平成18年） | 8,150             | 16,793            | 24,943            |
| 2007年（平成19年） | 8,532             | 16,685            | 25,217            |
| 2008年（平成20年） | 8,028             | 15,727            | 23,755            |
| 2009年（平成21年） | 7,424             | 13,770            | 21,194            |
| 2010年（平成22年） | 7,162             | 13,732            | 20,894            |
| 2011年（平成23年） | 7,274             | 13,500            | 20,774            |
| 2012年（平成24年） | 7,466             | 14,057            | 21,523            |
| 2013年（平成25年） | 7,330             | 14,981            | 22,311            |
| 2014年（平成26年） | 7,330             | 15,246            | 22,576            |
| 2015年（平成27年） | 7,828             | 15,918            | 23,746            |
| 2016年（平成28年） | 8,104             | 16,381            | 24,485            |

## 相邻车站
名古屋鐵道
 機場线 
□μSky（每日9时后发车的上行列车和全部下行列车）
神宮前（NH33）－中部國際機場（TA24）
□μSky（每日9时前发车的上行列车）、■特急、□快速急行
常滑（TA22）－中部國際機場（TA24）
■急行、■準急、■普通
臨空常滑（TA23）－中部國際機場（TA24）

## 外部連結
- 中部國際機場 - 名古屋鐵道